# Ложная кива
Ложная кива (англ. False Kiva) — искусственный каменный круг неизвестного происхождения в пещере, находящейся в национальном парке Каньонлендс, штат Юта, США. Чтобы добраться до него, необходимы некоторые навыки в альпинизме; кроме того, его непросто найти среди окружающих объектов. Памятник расположен в живописном месте, популярном среди фотографов юго-запада США, поскольку здесь можно снять как живописные снежные бури, так и панорамы с чистым небом.
Название вызвано внешним сходством с кивой, храмом индейцев-пуэбло, однако сходство лишь весьма приблизительное, отсутствуют некоторые характерные для кивы конструктивные элементы, поэтому назначение памятника остаётся спорным.

## Координаты
Точные координаты Ложной кивы не указаны ни в одном путеводителе, ни на официальных картах парка. Это связано с тем, что статус памятника не обеспечивает его полную защиту, и это создаёт угрозу разрушения памятника в результате вандализма. Несмотря на это, местные гиды организуют походы к памятнику, что вызывает сомнения в эффективности подобного рода защитных мер. Кроме того, не всегда точные координаты опубликованы на ряде туристических форумов.